# 大泉孝

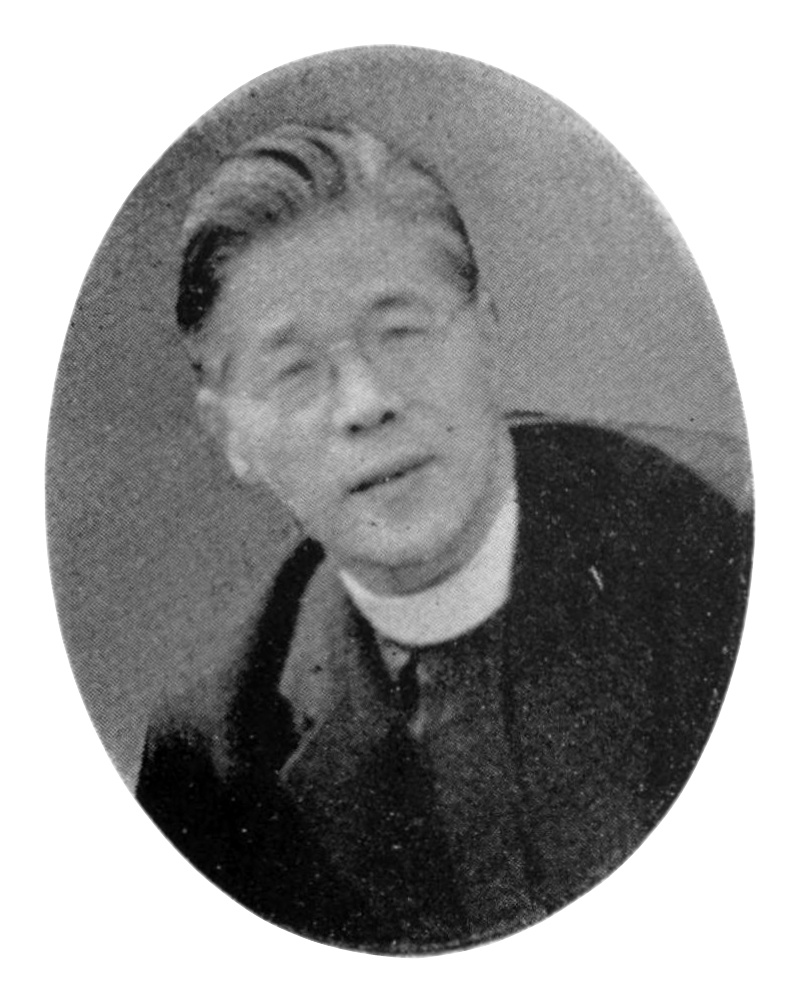
大泉孝

大泉 孝（おおいずみ たかし、1902年（明治35年）4月12日- 1978年（昭和53年）9月7日）は日本の昭和時代のイエズス会司祭、教育者。上智大学第5代学長。洗礼名はフランシスコ・ザビエル。

## 経歴
宮城県柴田郡大河原町のカトリックの家庭に生まれる。柴田農林学校、宮城農学校を経て1924年（大正13年）に上智大学哲学科に入学し、1929年（昭和4年）渡欧してイエズス会に入会する。オランダのファルケンブルク大学とイギリスのヒースロップ大学で神学を修め、1937年（昭和12年）に司祭となる。
1939年（昭和14年）に帰国して上智大学教授、翌年理事となる。1945年（昭和20年）4月に副総長（のちに副学長と改称）、1951年（昭和26年）上智学院理事長、1953年（昭和28年）大学長となる。
大学設置審議会会長（1957年）、大学基準協会会長（1959年）、私立学校振興会会長（1966年）、中央教育審議会会長（1972年）、日本私立大学連盟会長（1975年）などを歴任した。

## 訳書
- ユングラス著 『カトリック教理神学概説』 日本天主公教出版社 1941年
- ブルンナー著 『ブルンナー哲学概論』 福村書店 1942年
- アントニオ・アストライン著 『聖イグナシオ・デ・ロヨラ伝』 中央出版社 1949年
- フランツ・ケーニヒ著 『宗教学概論』 エンデルレ書店 1954年